# Страстта на Исабела
Страстта на Исабела (на испански: La pasión de Isabela) е мексиканска теленовела, създадена от Карлос Олмос и режисирана и продуцирана от Карлос Тейес за Телевиса през 1984-1985 г.
В главните роли са Ана Мартин и Ектор Бония, а в отрицателните – Ана Силвети и Клаудио Брук. Специално участие вземат Беатрис Агире, Силвия Дербес и Алфонсо Итуралде.

## Сюжет
Историята се развива през 40-те години в град Мексико. В бляскавото кабаре „Кумбала“ присъстват мъже от висшата класа, за да станат свидетели на страхотния спектакъл, предлаган от зрелищните танцьорки. Те са Сорайда, Наталия (по-известна като Скитницата), Одет, Перла и Пакита. Всяка от тях има своите лични проблеми и конфликти: Сорайда иска да бъде голяма звезда, но липсата на характер ѝ пречи да го направи. Флиртуваща и нищо неподозираща, тя обича млад мъж, когото подкрепя, но флиртува с Дарио, мъж, който може да бъде много опасен.
Наталия е много красива. Тя обича младият Себастиан Ландерос, но не крои надежди, предвид своята професия, която крие от майка си, знаейки, че ако трябва да разбере за призванието на дъщеря си, със сигурност би получила инфаркт.
Одет, със страстната си красота, търси комфортен живот, но по много опасен начин: чрез истински гангстери като Рувалкаба и Кастийо.
Пакита е приятелски настроена и разговорлива, дясна ръка на собственичката на „Кумбала“, Перла, която може би е единствената, която има реалната възможност да бъде щастлива до мъжа, когото обича, бармана Гойо.
И Перла, внушителната собственичка на „Кумбала“, красива и страстна жена, с нейния труден, но много човешки характер. Тя страда от това, че е влюбена в Адолфо Кастаниедо, мъжествен и изтънчен мъж, който е влюбен в Исабела, красива млада жена от висшето общество. Любовта им обаче трябва да преодолее много
препятствие: противопоставянето на родителите ѝ на връзката ѝ с Адолфо, интригите на завистливата ѝ сестра Рехина и появата на младия, бохемски и красив композитор, който е не друг, а Себастиан Ландерос.

## Актьори
- Ана Мартин - Исабела Ернандес Гаярдо
- Ектор Бония - Адолфо Кастаниедо
- Клаудио Брук - Бруно Ернандес
- Ана Офелия Мургия - Паулина Гаярдо де Ернандес
- Клаудио Обрегон - Дарио Акоста
- Лилия Прадо - Перла
- Делия Касанова - Наталия "Скитницата"
- Лилия Арагон
- Марта Наваро - Матилде Кастаниедо
- Раул Мерас - Мигел Кастийо
- Ана Силвети - Рехина Ернандес Гаярдо
- Хема Куерво - Сорайда
- Вирма Гонсалес
- Ирма Дорантес - Асусена
- Алфонсо Итуралде - Себастиан Ландерос
- Хулио Алдама
- Маргарита Гралия - Одет
- Роберто Д'Амико - Рамон Рувалкаба
- Мигел Анхел Родригес
- Беатрис Агире - Селина
- Силвия Дербес - Анхела
- Роберто Кобо - Майстор на церемониите
- Мария Луиса Алкала - Чонита
- Адриан Рамос - Фаустино
- Лусия Пайес - Пакита
- Тито Васконселос - Гойо
- Карлос Падия - Едуардо Ернандес Гаярдо
- Карлос Бонавидес - Ектор
- Сусана Камини - Рут
- Енрике Ромо - Тото
- Мануел Ландета
- Оскар Санчес - Рикардо Кастаниедо
- Рикардо Лесама - Матиас
- Адалберто Мартинес
- Педро Варгас
- Ампаро Монтес
- Мария Луиса Ландин
- Алварито
- Йоланда Монтес
- Мария Виктория
- Роса Кармина
- Консуелито Веласкес

## Премиера
Премиерата на Страстта на Исабела е на 30 април 1984 г. по El Canal de las Estrellas. Последният 200. епизод е излъчен на 8 февруари 1985 г.

## Награди и номинации
Награди TVyNovelas (1985)
| Категория                           | Номиниран(а) | Резултат   |
| ----------------------------------- | ------------ | ---------- |
| Най-добра теленовела                | Карлос Тейес | Номиниран  |
| Най-добра актриса в главна роля     | Ана Мартин   | Номинирана |
| Най-добър актьор в главна роля      | Ектор Бония  | Номиниран  |
| Най-добър актьор в отрицателна роля | Клаудио Брук | Номиниран  |
| Най-добро женско откритие           | Ана Силвети  | Печели     |